# Primulaverin
Primulaverin ist ein natürlich vorkommendes Glycosid der Primverose. Das Aglykon ist der Methyl-5-Methoxysalicylat.

## Vorkommen

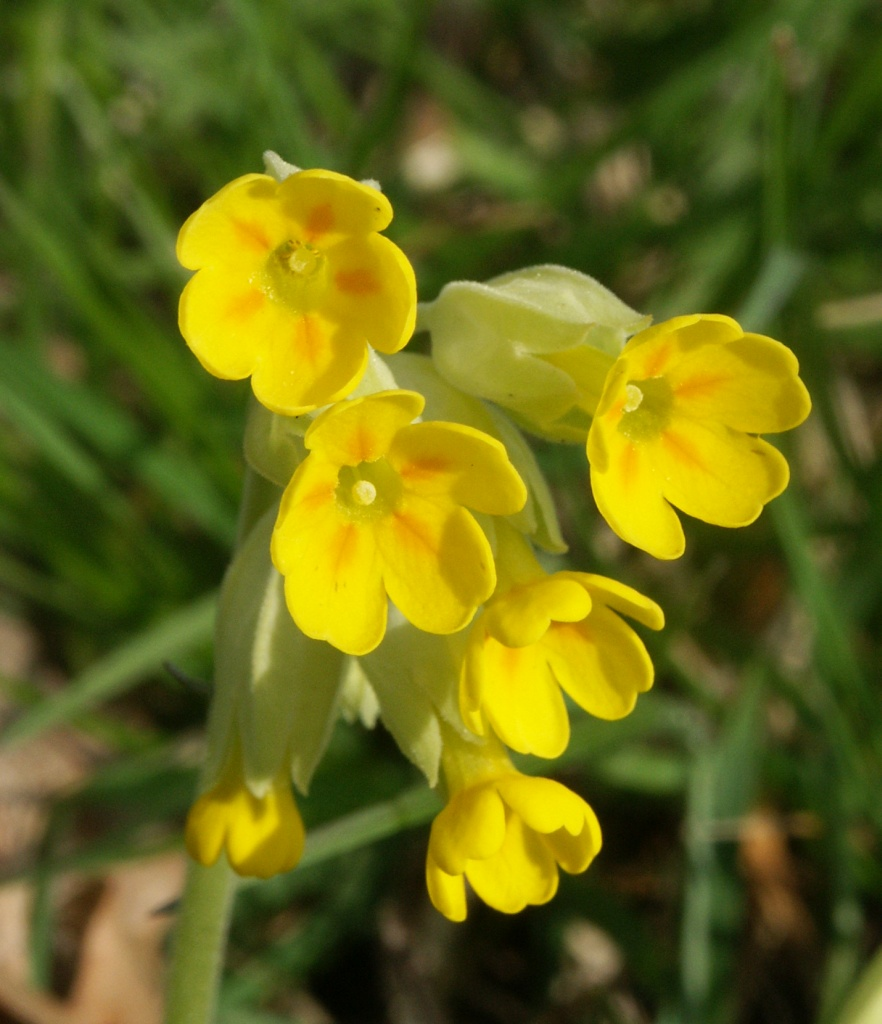
Die Wurzeln der Echten Schlüsselblume enthalten Primulaverin

Primulaverin kommt in der Echten Schlüsselblume (Primula veris) vor. In geringerer Menge kommt es in der Hohen Schlüsselblume (Primula elatior) vor. In beiden Pflanzen kommt das Glycosid in den Wurzeln vor, nicht aber in den Blüten.

## Synthese
Eine Synthese der Verbindung ausgehend von Salicylsäure wurde veröffentlicht. Das Edukt wird zunächst in eine Azoverbindung überführt und dann mit Zinn(II)-chlorid zur 5-Aminosalicylsäure reduziert. Diese wird diazotiert und mit halbkonzentrierter Schwefelsäure zur 5-Hydroxysalicylsäure umgesetzt. Diese wird mit Methylsulfat methyliert und mit Methanol / Schwefelsäure zum Methylester verestert. Zur Einführung der Zuckerkomponente dient ein Derivat der Primverose, das mit Acetylgruppen geschützt und am anomeren Kohlenstoffatom ein Bromatom trägt. Hierzu werden die beiden Edukte mit Chinolin und Silber(I)-oxid umgesetzt.